# Битте, Август Мартынович
Август Мартынович Битте (латыш. Augusts Bitte) (1893 — 1939) — член Военного совета Забайкальского военного округа, корпусной комиссар (1935). Также член Центральной контрольной комиссии ВКП(б).

## Биография
Родился в латышской семье служащих. Член РСДРП с 1911. В 1914 за призывы к забастовке подвергался аресту. В 1915 призван в царскую армию, где также проводил революционную агитацию. В 1917 избран членом Витебского губернского комитета коммунистической партии. Работал заведующим отделом коммунального хозяйства Витебского городского совета. В 1918 принимал участие в разоружении польских легионеров генерала И. Р. Довбор-Мусницкого, с того же года в рядах Красной армии. В годы Гражданской войны на должностях политического состава в войсках Восточного и Западного фронтов: военный комиссар 223-го стрелкового полка, 73-й и 75-й бригад 25-й стрелковой дивизии.
После Гражданской войны продолжал службу на должностях политического состава. В 1923-1924 секретарь дивизионной партийной комиссии. В 1924-1925 слушатель Курсов усовершенствования высшего политического состава при Военно-политической академии имени Н. Г. Толмачёва. С августа 1925 военком и начальник политического отдела 1-й Тихоокеанской стрелковой дивизии. С сентября 1927 по декабрь 1928 помощник командира 19-го стрелкового корпуса по политической части. С января 1929 на аналогичной должности в 4-м стрелковом корпусе. С августа 1929 в резерве РККА с откомандированием на курсы марксизма-ленинизма при Коммунистической академии. После окончания курсов, с июня 1931 заместитель начальника политического управления Северо-Кавказского военного округа. Приказ Революционного Военного Совета Союза СС Республик по личному составу армии 22 февраля 1933 года N336/347: Постановлением Президиума центрального исполнительного комитета Союза Советских Социалистических Республик от 21 февраля 1933 года награжден - За исключительную храбрость, мужество и умелое руководство боевыми действиями: т. Битте Август Мартьянович - Зам. Нач. Полит. Упр. СКВО 1-м орд. "Красное знамя".
26 января—10 февраля 1934 года делегат XVII съезда ВКП(б).
С мая 1937  начальник политического управления, а с июля того же года член Военного совета Забайкальского военного округа. В декабре 1937 зачислен в распоряжение Управления по командно-начальствующему составу РККА. Затем отозван из Читы в Москву, якобы за новым назначением. Явился к П. А. Смирнову, который в связи со своим назначением на пост народного комиссара РККФ, адресовал его к принявшему дела начальнику ПУРККА Л. З. Мехлису — а тот в свою очередь направил его в НКВД. Арестован 28 января 1938 и этапирован в Ростов-на-Дону. Дознание вёл Г. А. Лупекин, применяя недозволенные методы ведения следствия. На суде виновным себя в инкриминируемых преступлениях не признал, заявив что показания были от него получены незаконно. Однако Военной коллегией Верховного суда СССР 21 октября 1939 по обвинению в участии в военном заговоре приговорён к ВМН. А. М. Битте расстреляли 4 декабря 1939, сразу же после отклонения его кассационной жалобы. Определением Военной коллегии от 25 июля 1956 посмертно реабилитирован.